# Zamora de los Alcaides
Ne doit pas être confondu avec Zamora (Équateur).
Zamora de los Alcaides est une ancienne colonie espagnole de l'époque coloniale du Zamora-Chinchipe, en Équateur. 
C'était la capitale du gouvernorat de Yaguarzongo et l'une des villes les plus importantes de son époque en Amazonie.
L'auteur, la date et le lieu exacts de sa fondation ne sont pas encore clairement établis, mais la théorie la plus répandue l'attribue à Hernando de Barahona, le 4 octobre 1549, près de Suapaca, au confluent des rios Zamora et Yacuambi. Il est impossible de déterminer avec certitude si les informations fournies par les Espagnols sur cette ville sont exactes ou simplement exagérées, comme ils le faisaient souvent pour d'autres villes amazoniennes fondées à cette époque.
D'autres informations indiquent que sa fondation a été réalisée par les compagnons de voyage de Barahona tels qu'Alonso de Mercadillo, Hernando de Benavente et enfin Juan de Salinas (en), le fondateur des villes du bassin du fleuve Mayo-Chinchipe à différentes années et dates.

## Histoire
Initialement gouvernée par son fondateur, la découverte de riches gisements d'or dans la région favorisa son développement. À partir de 1557, elle devint la capitale du gouvernorat de Yaguarzongo. Plus tard, à la suite d'une révolte des Shuars en 1599, alors que la ville comptait une église, un couvent des Pères Dominicains et un monastère des Carmes Déchaux, elle fut abandonnée par ses habitants. Malgré les incendies, elle survécut grâce à la solidité de ses bâtiments.
Après les premières frayeurs, certains de ses habitants sont revenus peupler la zone et ont conclu un accord avec les Shuars selon lequel aucun d'entre eux ne travaillerait dans l'extraction de l'or, une activité qui était laissée exclusivement aux indigènes.
Durant l'existence de cette ville, ses habitants cultivaient des papayes, des arachides et des haricots.
Pendant de nombreuses années, ce n'était qu'un village indigène oublié qui disparut peu à peu, englouti par la jungle, mais le 25 janvier 1850, une expédition composée de MM. Pedro Coloma, Mariano Delgado, José Urgilés, Felipe Alvarado et Carlos González découvrit ses ruines et commença peu après sa réémergence.
À l'heure actuelle, il ne reste presque aucune trace des ruines de cette ville, car les eaux de la rivière Zamora ont érodé la plupart de ses bâtiments.